# Huaral
A cidade peruana de Huaral é a capital da Província de Huaral, situada no Departamento de Lima, pertencente a Região de Lima, na zona central do Peru.